# Gilde van Vrijwillige Molenaars

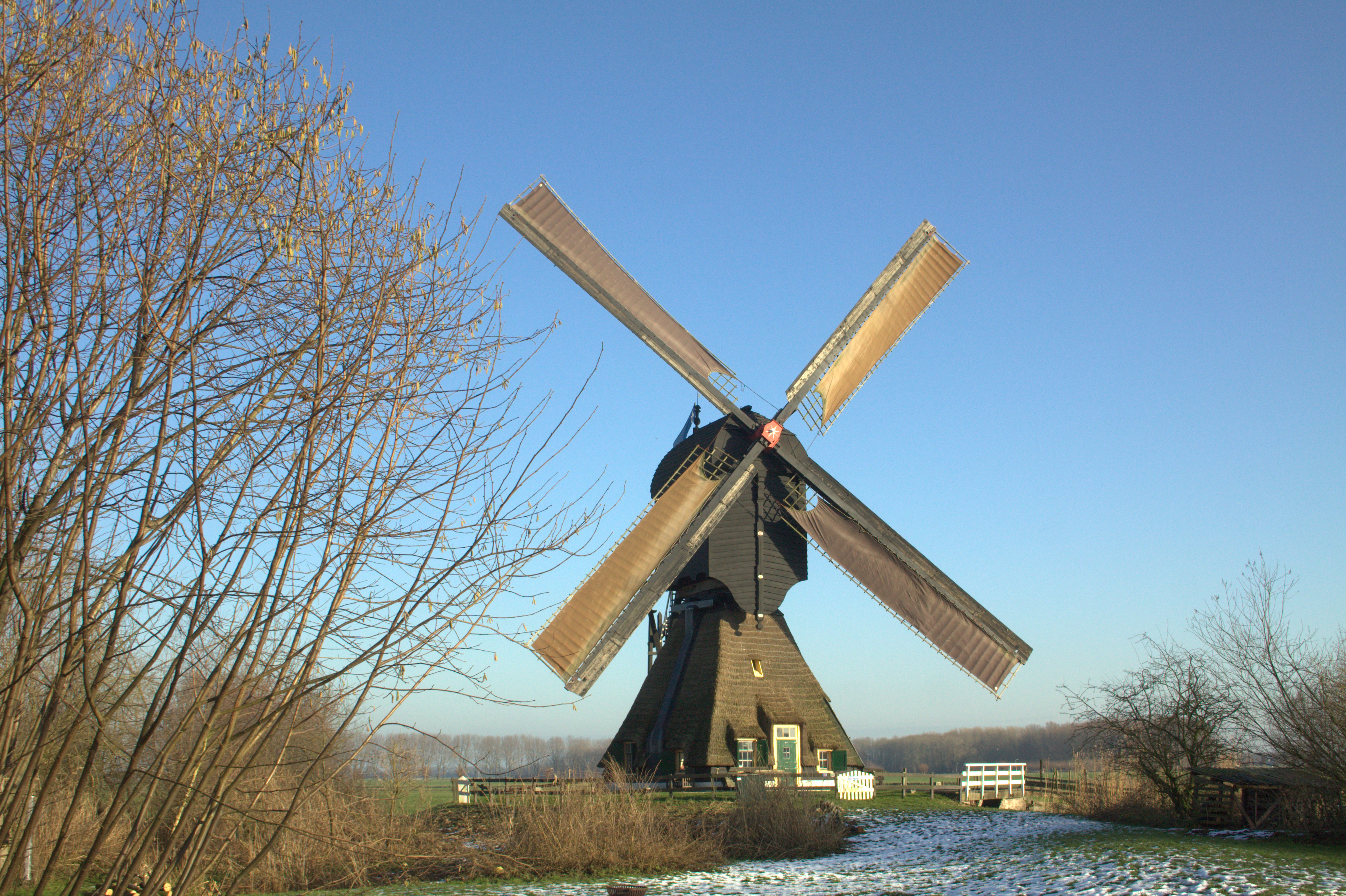
Die Stijve Molen in Den Dool bei Noordeloos. Eine der vielen niederländischen Mühlen, die durch freiwillige Müller in unregelmäßigen Abständen noch betrieben werden

Die Gilde van Vrijwillige Molenaars, zu Deutsch Die Gilde der freiwilligen Müller (GVM), ist eine Gemeinschaft interessierter Menschen, die sich der Bewahrung des Müllerhandwerks verschrieben haben, so wie es früher in den historischen Mühlen betriebenen wurde. Somit werden die meisten alten Mühlen der Niederlande auch gepflegt und in Betrieb gehalten. Die Gilde wurde 1972 in Amsterdam gegründet und bietet Ausbildungen an.

## Geschichte
Seit dem Aufkommen von Dampf-, Diesel- und Elektroantrieben ging die Zahl der wasser- und windgetriebenen Mühlen in den Niederlanden kontinuierlich zurück.
Durch Modernisierung und Erhaltung durch die 1923 gegründete Vereinigung der Hollandsche Molen konnte zu Beginn des 20. Jahrhunderts der Niedergang des windgetriebenen Mahlens verlangsamt werden. In den 1960er Jahren gab es dann staatliche Unterstützung, um die noch verbliebenen Mühlen zu erhalten und zu restaurieren.
Jedoch wurde es zunehmend schwieriger, diese Mühlen wirtschaftlich zu betreiben, und das klassische Müllerhandwerk drohte aus Mangel an kundigem Personal auszusterben. Auch der Stillstand und die Aufgabe der historischen Mühlen drohten in der Folge. Eine Gruppe von Menschen, die sich für diese alten Windmühlen und ihren Betrieb begeisterten, bot Kurse an für Menschen, die bereit waren, diese Mühlen in ihrer Freizeit weiter zu betreiben. So konnte das alte Wissen um den Beruf weitergegeben werden. Diese Initiative führte 1972 zur Gründung der Gilde van Vrijwillige Molenaars. Bis dahin wurden bereits 1500 Müller geschult.  1975 spaltete sich eine Gruppe ab und gründete in Friesland die Gild Fryske Mounders.

## Organisation
Die Gilde van Vrijwillig Molenaars ist eine nationale Organisation mit Sitz in Amsterdam und zwölf Vertretungen in den Provinzen.
Alle drei Monate wird ein Magazin namens Gildebrief herausgegeben. Neben der Ausbildung bietet die Vereinigung auch Unterstützung für Müller an, wie Versicherungen oder Angelegenheiten der Gesundheit und Sicherheit. Auch die Umgebung der Mühlen wird einbezogen. So sollten keine Gebäude oder Bäume die Windzufuhr behindern.

## Ausbildung
Die Ausbildung zum Müller wird durch erfahrene Müller angeleitet, die in bestimmten Mühlen die Teilnehmer in den Fähigkeiten, eine Mühle sicher zu betreiben, unterweisen. Der Kurs läuft für gewöhnlich für ein Jahr und findet halbtags statt. Die neuen Müller werden anschließend noch von der Gilde Vereniging De Hollandsche Molen geprüft. Mit diesem Diplom kann dann auf allen Mühlen in den Niederlanden gearbeitet werden. Auch wenn diese Zertifizierung keinen gesetzlichen und offiziellen Charakter hat, verlangen jedoch die meisten Windmühlen diesen Nachweis von ihren freiwilligen Helfern.
Seit 1997 werden auch Lehrgänge für Wassermühlen angeboten.